# 225-й штурмовой авиационный полк
255-й штурмовой авиационный полк — авиационная воинская часть ВВС РККА штурмовой авиации в Великой Отечественной войне.

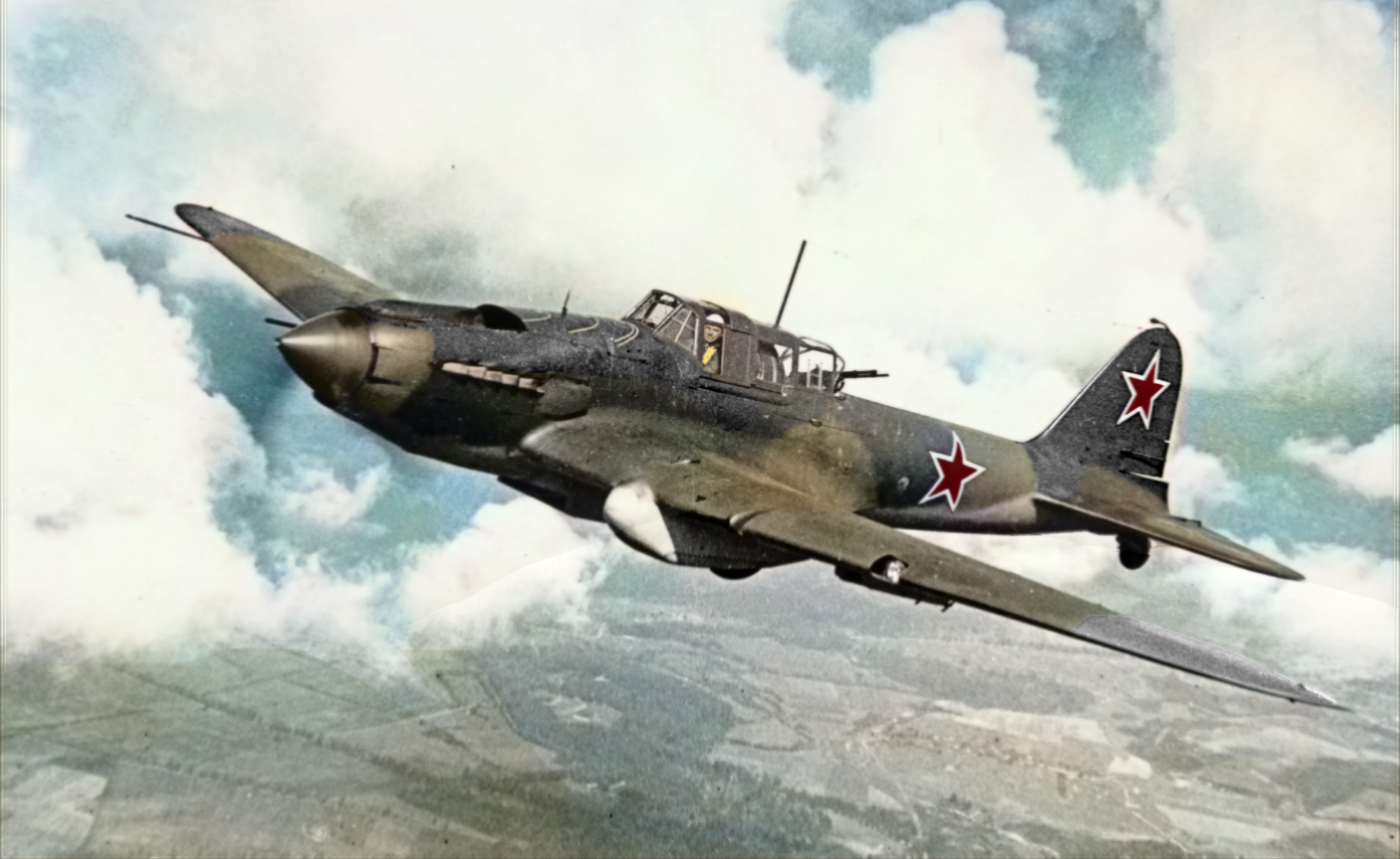
На вооружение полка самолёт Ил-2 поступил в середине сентября 1941 года.

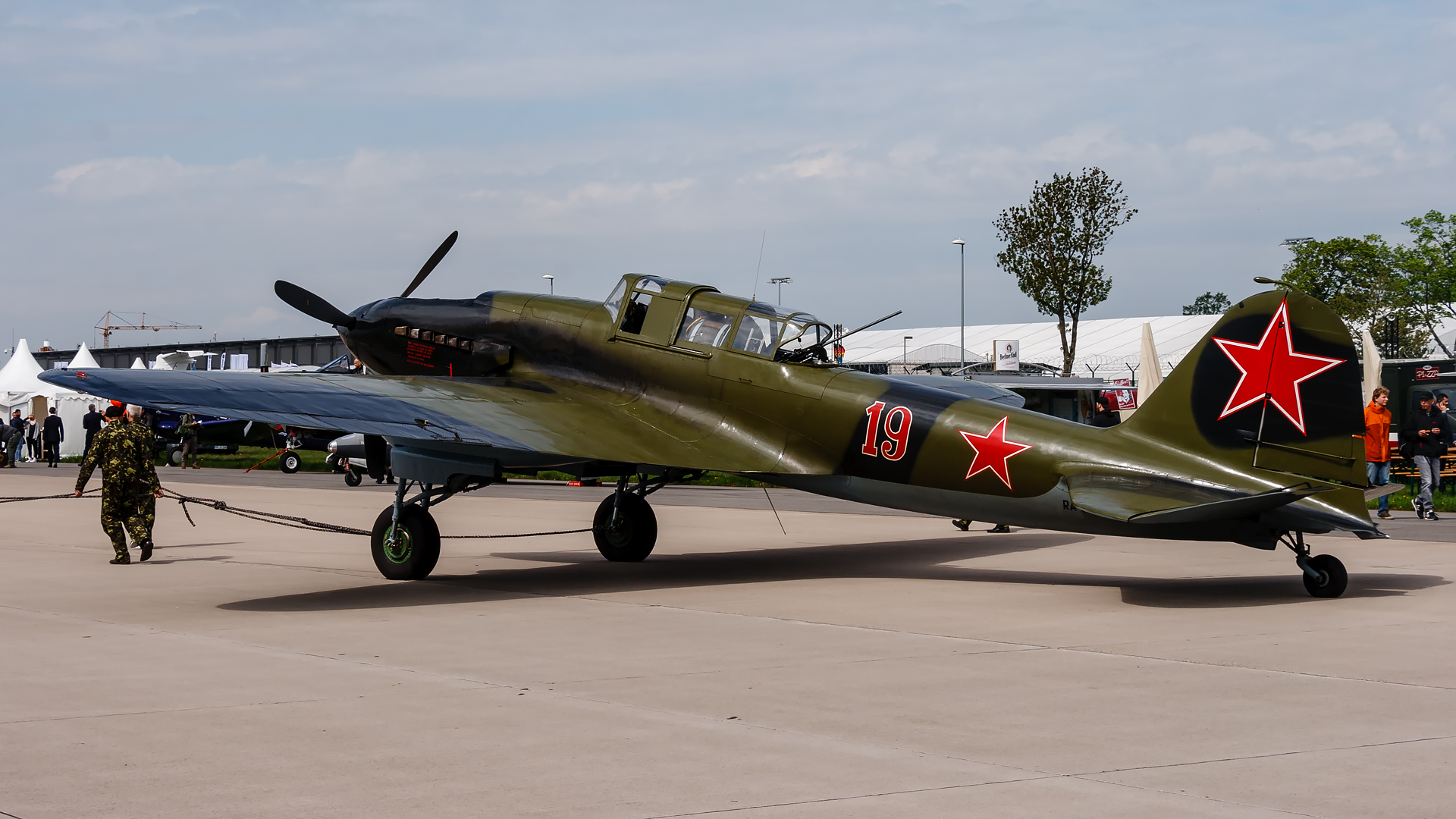
Конструкторы называли разработанный ими штурмовик Ил-2 «летающим танком», пилоты-истребители люфтваффе прозвали его «бетонным самолётом» (нем. Betonflugzeug), солдаты вермахта называли его «чумой» (нем. Schwarzer Tod, дословно: «чёрная смерть»).

## Наименование полка
В различные годы своего существования полк имел наименования:
- 225-й ближнебомбардировочный авиационный полк;
- 225-й бомбардировочный авиационный полк;
- 225-й скоростной бомбардировочный авиационный полк;
- 225-й штурмовой авиационный полк;
- 76-й гвардейский штурмовой авиационный полк (18.03.1942 г.)[1];
- 76-й гвардейский штурмовой авиационный Мелитопольский полк (04.05.1944 г.);
- 76-й гвардейский штурмовой авиационный Мелитопольский Краснознамённый полк (06.07.1944 г.);
- 76-й гвардейский штурмовой авиационный Мелитопольский Краснознамённый ордена Кутузова полк (26.04.1945 г.)[1];
- Войсковая часть (Полевая почта) 30169.

## История и боевой путь полка
Полк сформирован как 225-й ближнебомбардировочный авиационный полк в августе 1940 года в Каменец-Подольской (ныне Хмельницкой) области. На 22 июня 1941 года базировался в Староконстантинове, имея в своём составе 10 самолётов СБ (в том числе 3 неисправных), также имел самолёты Су-2. В первый же день войны аэродром полка подвергся налёту авиации противника. Полк приступает к боевым действиям, нанося удары по колоннам противника в районе Перемышля, Крестинополя, Львова и Ровно. Уже 1 июля 1941 года был вынужден перебазироваться в район Бердичева. 10 июля 1941 года полк был выведен с передовой в Борисполь, а оттуда в Липецк. За время боёв на Украине совершил 131 боевой вылет. Получил самолёты Пе-2, в сентябре 1941 года вошёл в состав 3-й резервной авиагруппы и в составе группы перелетел на аэродром поблизости от Волхова.
С началом Тихвинской оборонительной операции перелетел на аэродром южнее Тихвина и оттуда в октябре-ноябре 1941 года наносит удары по наступающему противнику, а в ноябре-декабре 1941 года — по отступающему в ходе Тихвинской наступательной операции. 5 января 1942 года отправлен на переформирование. В сентябре 1942 года был переформирован в 225-й штурмовой авиационный полк.

После переформирования полк вошел с 1 октября в боевой состав 226-й штурмовой авиационной дивизии. С 12 июля 1942 года полк в составе 8-й воздушной армии вошел в подчинение Сталинградского фронта и участвовал в Сталинградской битве на котельниковском направлении и в Донбассе.
За проявленные в боях отвагу, стойкость, дисциплину и героизм личного состава Приказом НКО СССР № 128 от 18 марта 1943 года дивизия преобразована в 1-ю гвардейскую штурмовую авиационную дивизию и 4 мая 1943 года удостоена почётного наименования «Сталинградская», полк преобразован в 76-й гвардейский (Директивой Штаба ВВС КА № 512340 от 21.03.43 г.). Гвардейское знамя полку вручено 29 апреля 1943 года на аэродроме Котельниково.
В составе действующей армии полк находился с 22 июня по 10 июля, с 6 сентября 1941 года по 5 января 1942 года (как 225-й ближнебомбардировочный авиационный полк), с 1 октября 1942 года по 18 марта 1943 года (как 255-й штурмовой авиаполк), с 18 марта 1943 года по 12 мая 1944 года и с 8 июня 1944 года по 9 мая 1945 года (как 76-й гвардейский штурмовой авиационный полк).

## Командиры полка
- майор, подполковник Белов Михаил Иванович, 22.06.1941 — 01.1942
- майор Долгополов Виталий Степанович, с 01.1942 — 14.06.1942 назначен командиром 15 орзап
- майор Смолин Георгий Иванович, 14.06.1942 — 21.12.1942,
- майор, гвардии подполковник Семенов Василий Стефанович, 21.12.1942 — 22.07.1944, назначен штурманом 311-й шад
- гвардии майор Бочко Даниил Никифорович, 22.07.1944 -

## В составе объединений
| Дата          | Фронт (округ) | Армия               | Корпус | Дивизия                                       | Примечания |
| ------------- | ------------- | ------------------- | ------ | --------------------------------------------- | ---------- |
| 18.03.1943 г. | Южный фронт   | 8-я воздушная армия | -      | 226-я штурмовая авиационная дивизия           |            |
| 18.03.1943 г. | Южный фронт   | 8-я воздушная армия | -      | 1-я гвардейская штурмовая авиационная дивизия |            |

## Участие в операциях и битвах
Как 225-й ближнебомбардировочный авиационный полк:
- Приграничные сражения — с 22 по 29 июня 1941 года.
- Киевская операция — с 7 по 10 июля 1941 года.
- Битва за Ленинград:
  - Синявинская наступательная операция — с 10 по 26 сентября 1941 года.
  - Синявинская наступательная операция — с 20 по 28 октября 1941 года.
  - Тихвинская оборонительная операция — с 16 октября по 18 ноября 1941 года.
  - Тихвинская стратегическая наступательная операция — с 10 ноября по 30 декабря 1941 года.

Как 255-й штурмовой авиационный полк:
- Сталинградская битва:
  - Сталинградская оборонительная операция — с 1 октября по 18 ноября 1942 года.
  - Сталинградская наступательная операция — с 19 ноября 1942 года по 2 февраля 1943 года.
- Ростовская операция — с 1 января по 18 февраля 1943 года.

## Герои Советского Союза
- Тюленев Фёдор Васильевич, капитан, штурман 225-го штурмового авиационного полка 226-й штурмовой авиационной дивизии 8-й воздушной армии Указом Президиума Верховного Совета СССР от 1 мая 1943 года удостоен звания Герой Советского Союза. Золотая Звезда № 952.